# Copa Mundial de Fútbol de 1938
La Copa Mundial de la FIFA Francia 1938 fue la tercera edición del campeonato mundial de fútbol masculino organizado por la FIFA. Se celebró en Francia entre el 4 de junio y el 19 de junio de 1938.
La organización mantuvo por última vez el formato de la edición de 1934, consistente en una fase de eliminación directa a partido único. En caso de empate se jugaría una prórroga de 30 minutos y, si el resultado seguía igual, debía celebrarse un encuentro de desempate al día siguiente. A partir de 1938, el país organizador y el campeón de la anterior edición se clasificarían directamente.
El torneo estuvo marcado por el clima prebélico que se vivía antes de la Segunda Guerra Mundial. Solo participaron 15 países porque Austria, clasificada para la fase final, había sido anexionada por la Alemania nazi y su plaza quedó vacante. Además, 12 de las 15 selecciones eran europeas y apenas hubo tres equipos participantes del resto del mundo. América del Sur dio la espalda al evento en protesta por la elección de un Estado europeo, con las ausencias destacadas de Argentina (aspirante a organizarlo) y Uruguay. Los únicos representantes americanos fueron Brasil y una debutante Cuba. Además, Indias Orientales Neerlandesas (actual Indonesia) fue el primer país de Asia en participar.
En la final, celebrada en el estadio de Colombes, Italia se impuso a Hungría por 4-2 y se convirtió en el primer país que obtuvo el bicampeonato. El seleccionador Vittorio Pozzo fue también el primer entrenador (y hasta la fecha el único) que ha ganado la Copa Mundial en dos ocasiones.
Cuando la Segunda Guerra Mundial estalló en 1939, los acontecimientos bélicos impidieron a la FIFA organizar la Copa Mundial en sus ediciones subsecuentes, y no la retomó hasta la edición de 1950 en Brasil.

## Antecedentes
La elección de sede para la Copa Mundial de 1938 tuvo lugar en Berlín el 13 de agosto de 1936, en plenos Juegos Olímpicos. Con las candidaturas de Francia, Alemania y Argentina sobre la mesa, los miembros de la FIFA eligieron por mayoría absoluta a los franceses. Era la segunda vez que un país europeo albergaría este evento, después de que la anterior edición tuviera lugar en Italia.
Los argentinos daban por seguro que serían los organizadores, después de que el presidente de la FIFA y fundador de la Copa, Jules Rimet, se lo insinuara a los dirigentes de la Asociación del Fútbol Argentino (AFA) en una visita oficial. Según su versión, interpretaban que habría alternancia entre los continentes de Europa y América para cada edición. Sin embargo, varios dirigentes del fútbol galo como Henri Delaunay y Robert Guérin (expresidente de la FIFA) hicieron cabildeo para que Francia presentara un proyecto. Rimet quedó convencido, y el resto de los miembros se decantaron a favor de los europeos por el número de estadios y por cuestiones de transporte.
Al no haber alternancia, casi todos los países de América renunciaron a la fase clasificatoria. Uruguay seguía molesta con el peso de Europa en la FIFA y su ausencia mayoritaria en el Mundial de 1930, así que la Asociación Uruguaya de Fútbol no se inscribió. Del mismo modo actuó Colombia. La AFA solo quería participar si no jugaban eliminatorias y, aunque la FIFA se lo planteó, los clubes de Primera División de Argentina presionaron a la AFA porque no querían ceder a sus futbolistas. Por esta razón, Argentina se ausentó de la Copa Mundial por primera vez en su historia. Brasil, interesada en organizar la edición de 1942, sí asistió y fue el único representante sudamericano.
La Copa Mundial de 1938 se celebró en un contexto de crisis política a finales de la década de 1930. España estaba inmersa en una guerra civil desde hacía dos años, y el auge totalitario en Italia y Alemania suponía una amenaza para la libertad de Europa. Tres meses antes de la Copa Mundial, el régimen de Adolf Hitler se había anexionado el estado de Austria como una provincia del III Reich, dentro de su política expansionista. Esto afectó a la organización porque Austria, que estaba clasificada para la fase final, dejó una plaza vacante. En respuesta, el público francés fue muy hostil contra italianos y germanos en sus partidos. En Asia la situación también era complicada debido a la segunda guerra sino-japonesa.

## Equipos participantes
Por primera vez en una Copa Mundial, la selección anfitriona (Francia) y la vigente campeona (Italia) tenían la plaza asegurada. El resto de aspirantes debía competir en una fase clasificatoria más accidentada que de costumbre, marcada por las retiradas y la coyuntura política mundial. 11 de los 14 cupos disponibles fueron para estados europeos.
La fase de Europa tuvo dificultades para configurar las eliminatorias. Un ejemplo fue el Suiza contra Portugal: los suizos no querían ir a Lisboa para no cruzar una España en guerra, así que se acordó un partido único en Milán que terminó en victoria helvética. Egipto y Palestina, únicos representantes de África y Asia Occidental respectivamente, acabaron en los grupos europeos porque no tenían rivales más cercanos en sus continentes. Los palestinos cayeron ante Grecia, mientras que a Egipto se le expulsó por negarse a jugar contra Rumanía en ramadán. Las cuatro selecciones británicas también quedaron fuera porque no formaban parte de la FIFA. Los únicos debutantes del Viejo Continente fueron Noruega y Polonia.
La ausencia más lamentada fue la de Austria. Aunque se había clasificado, Alemania se anexionó el país tres meses antes de la inauguración.
Casi todas las selecciones sudamericanas renunciaron en disconformidad con la elección de sede. Brasil fue el único representante del continente.
El cupo norteamericano quedó cubierto con Cuba, debutante en la Copa Mundial gracias a la renuncia de todos sus rivales. Inicialmente prevista una eliminatoria directa entre cuatro países, la salida de Colombia y El Salvador llevó a plantear una fase triangular en La Habana entre Cuba, Costa Rica y la Guayana Neerlandesa. El ganador viajaría a Francia para enfrentarse a un país sudamericano. No obstante, la retirada de costarricenses y guayaneses por razones económicas dio a los cubanos un pasaje directo a la fase final, pues al llegar a Europa no tenían más contrincantes.
De igual modo se produjo la clasificación de las Indias Orientales Neerlandesas (actual Indonesia), primer representante de Asia en los mundiales. En enero de 1938 estaba previsto que disputase un partido contra la selección de Japón en Saigón (Indochina). Los nipones renunciaron por la guerra sino-japonesa y las Indias, sin plaza garantizada, debían viajar en mayo hasta Róterdam (Países Bajos) para enfrentarse a Estados Unidos, único rival norteamericano. Los estadounidenses no quisieron hacer un desplazamiento tan largo y, aunque Guayana Neerlandesa pidió reemplazarlos —pues al ser colonia neerlandesa no tenía problemas para el viaje—, la FIFA no lo permitió.
| Equipos participantes | Equipos participantes          | Equipos participantes | Equipos participantes |
| --------------------- | ------------------------------ | --------------------- | --------------------- |
| Alemania              | Checoslovaquia                 | Italia                | Rumania               |
| Bélgica               | Francia                        | Noruega               | Suecia                |
| Brasil                | Hungría                        | Países Bajos          | Suiza                 |
| Cuba                  | Indias Orientales Neerlandesas | Polonia               | Austria               |

## Organización

### Formato de competición

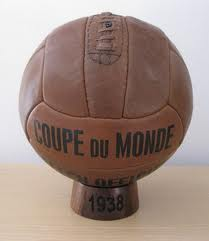
Réplica del balón oficial de la Copa Mundial de 1938

La III Copa Mundial tuvo lugar entre el 4 de junio y el 19 de junio de 1938. El sistema utilizado fue el mismo que en la pasada edición: una fase de eliminación directa a partido único entre los 16 participantes. Esta fue la última vez que se utilizó. Si había un empate en tiempo reglamentario, se pasaba a una prórroga de 30 minutos. Y si el marcador seguía igualado, se debía disputar un partido de desempate en otra fecha. Todos los juegos de cada fase se disputaban el mismo día a la misma hora, en sedes diferentes.
Para configurar las eliminatorias, el comité organizador estableció unos «cabezas de serie» que no se enfrentarían entre sí en los octavos de final. De este modo se quería asegurar que las selecciones más fuertes llegaran hasta el final. El sorteo tuvo lugar el 5 de mayo de 1938 y dejó una imagen para la historia: la mano inocente que sacó los nombres fue un niño, Yves Rimet, nieto del dirigente Jules Rimet. En el sorteo se tuvo en cuenta a Austria, a pesar de que ya había sido anexionada por Alemania.

### Balón
En los partidos se utilizó un balón reglamentario Allen, similar a los de las dos anteriores ediciones. Cada parte del balón dispone de dos gajos salvo la del cordón, donde tiene tres. El nuevo esférico permitía a los jugadores rematar de cabeza sin miedo a hacerse daño, aunque aún era necesario que lo inflase un especialista. Allen fue la primera empresa que asumió la fabricación exclusiva de un balón oficial para el Mundial.

### Sedes
Un total de 10 estadios, distribuidos en 9 ciudades, acogieron los partidos del campeonato. La capital París albergó dos sedes: el Estadio Olímpico de Colombes, que acogería la final, y el Parque de los Príncipes. Ambas instalaciones fueron remodeladas para la ocasión. Entre los campos nuevos destacaron la construcción del Stade Vélodrome de Marsella (1937) y el Parc Lescure de Burdeos (1938).
Estaba previsto que el Estadio Gerland de Lyon acogiera el Suecia-Austria de octavos de final, pero nunca lo hizo por la salida de los austríacos.
| Ciudad      | Estadio                     | Capacidad |
| ----------- | --------------------------- | --------- |
| Antibes     | Estadio Fort Carré          | 7000      |
| Burdeos     | Parc Lescure                | 35 000    |
| El Havre    | Stade de la Cavée Verte     | 3000      |
| Estrasburgo | Estadio de la Meinau        | 29 000    |
| Lille       | Estadio Victor Boucquey     | 15 000    |
| Marsella    | Estadio Vélodrome           | 60 000    |
| París       | Parque de los Príncipes     | 49 500    |
| París       | Stade Olympique de Colombes | 45 124    |
| Reims       | Estadio Vélodrome Municipal | 9000      |
| Toulouse    | Estadio Chapou              | 22 000    |

## Desarrollo

### Octavos de final

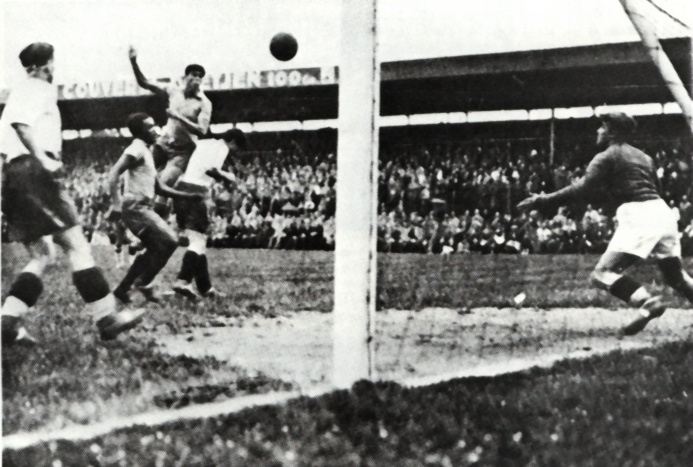
Lance del partido entre y

El primer partido de la Copa Mundial se disputó el 4 de junio entre Suiza y Alemania. Los germanos llegaron al Parque de los Príncipes con la etiqueta de favoritos, más aún cuando el seleccionador Sepp Herberger había sumado nueve jugadores austriacos al bloque que quedara tercero en 1934. Gauchel puso al cuadro teutón por delante, pero los suizos plantaron cara y empataron por mediación de André Abegglen. Sin más goles en el tiempo reglamentario y prórroga, fue necesario un desempate. Cinco días después, el 9 de junio, el técnico helvético Karl Rappan dispuso sobre el campo un tercer defensa por detrás de los dos habituales, una técnica conocida como verrou o catenaccio. De este modo, Suiza venció por 4-2 y dejó fuera a los alemanes.
El resto de encuentros se jugaron el 5 de junio. Francia superó con suficiencia a Bélgica por 3-1, del mismo modo que Hungría se deshizo de las Indias Orientales Neerlandesas por un contundente 6-0. Con más problemas de los esperados, Italia derrotó a la debutante Noruega por 2-1 después de que los escandinavos forzasen la prórroga. Checoslovaquia también sufrió para vencer a los Países Bajos, aunque ya en el tiempo suplementario les endosaron tres goles. 
El enfrentamiento de Brasil y Polonia terminó 6-5, marcador que refleja el vistoso juego de ataque que presenció el estadio de Estrasburgo. Los cuatro tantos de Ernest Wilimowski para los polacos no sirvieron de nada ante el empuje de Leônidas da Silva. El apodado «diamante negro» hizo dos tantos, uno de ellos descalzo porque le estaban arreglando las botas, y lideró a los suyos en la victoria.
La gran sorpresa fue el pase de Cuba, una selección con solo 15 hombres frente a los 20 permitidos. En el primer encuentro contra Rumanía pusieron a los europeos contra las cuerdas, aunque todo terminó en tablas (3-3) y fue necesario un desempate. Cinco días después, el equipo afrontó una sorprendente ausencia: el portero Benito Carvajales no pudo ser convocado porque prefirió ser comentarista del juego para la radio cubana. A pesar del gol rumano de Ștefan Dobay, los isleños remontaron gracias a Fernández y Socorro, dejando el marcador definitivo de 2-1. La ausencia de Austria benefició a Suecia, su hipotético rival, que pasó directamente a cuartos de final.

### Cuartos de final
El 12 de junio, la anfitriona Francia recibía a la vigente campeona Italia en el Estadio de Colombes, en un ambiente muy tenso por la coyuntura política. Los visitantes jugaron con una segunda equipación completamente negra (a la manera de los camisas negras fascistas) y, como era habitual durante la dictadura de Benito Mussolini, hicieron el saludo romano cuando sonaba el himno, ante los abucheos del público galo. Pese al ambiente hostil, los italianos no se amilanaron y llevaron la iniciativa en todo momento. El choque se resolvió en la segunda mitad con dos goles de Silvio Piola que depararon el 3-1 definitivo. Francia quedó eliminada y fue el primer anfitrión de una Copa Mundial que no ganaba su edición.
Hungría, liderada por su delantero György Sárosi, superó 2-0 a una Suiza mermada por las bajas. En su estreno en el torneo, Suecia acabó de raíz con el sueño de Cuba al derrotarla por 8-0, con cuatro goles en la primera mitad y el resto en los últimos diez minutos. El duelo más disputado fue el de Brasil y Checoslovaquia, con un saldo tan violento en el primer partido (1-1) que aún hoy se le sigue llamando la «Batalla de Burdeos». Los brasileños Martim y Zezé Procópio y el checo Jan Říha acabaron expulsados, y varios futbolistas se perdieron el desempate por lesión, entre ellos las estrellas checas František Plánička y Oldřich Nejedlý. A pesar de tan sensibles bajas, los brasileños necesitaron remontar para superarles por 2-1.

### Semifinales

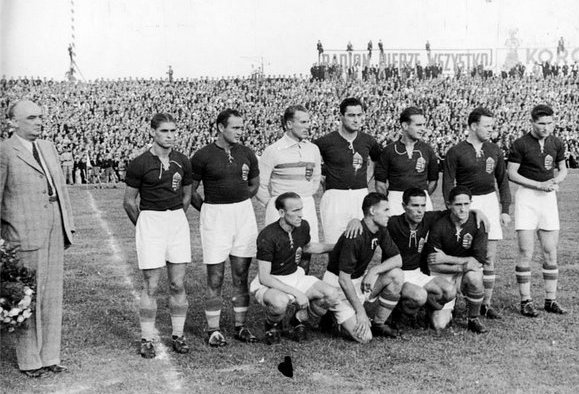
llegó a la primera final de su historia tras golear a

La semifinal entre Italia y Brasil se disputó el 16 de junio en el Stade Vélodrome de Marsella. Mientras Vittorio Pozzo alineó a todos su equipo titular, el seleccionador brasileño Ademar Pimenta, por razones aún desconocidas, prefirió reservar en el banquillo a tres de sus estrellas: Leônidas, Tim y Brandão. Los brasileños incluso reservaron los billetes de avión a París antes de tiempo, algo que Pozzo usó para motivar a sus hombres. Al final, Italia venció por 2-1 gracias a la disciplina táctica con que mantuvo el control en todo momento, adelantándose en la segunda parte gracias a Gino Colaussi y Giuseppe Meazza, este de penalti. Brasil acabó echando en falta el talento de Leônidas y, aunque Romeu recortó distancias en el minuto 87, no fue suficiente para evitar la eliminación. En una muestra de orgullo, Pimenta se negó a vender los pasajes de avión y los italianos tuvieron que irse a París en tren.
Ese mismo día se disputó la semifinal entre Hungría y Suecia en el Parque de los Príncipes. Los suecos se adelantaron en el marcador a los 35 segundos, por mediación de Arne Nyberg. Pero los magiares no se desanimaron en ningún momento. Aprovecharon para empatar con un gol en propia puerta, desplegaron su juego de ataque habitual y arrollaron al cuadro escandinavo gracias a la temible delantera formada por Gyula Zsengellér, Pál Titkos, Jenő Vincze y György Sárosi. El resultado final fue de 5-1.

### Tercer lugar
La edición de 1938 deparó una situación insólita, pues el partido por el tercer lugar se jugó el mismo día y hora que la final: el 19 de junio a las 17:00. El estadio Parc Lescure de Burdeos recibió a Brasil y Suecia, en un duelo donde los sudamericanos eran claros favoritos. Los suecos se adelantaron gracias a un tanto de Sven Jonasson pasada la media hora, y Arne Nyberg amplió la renta al poco tiempo. Con ese contratiempo, Romeu recortó distancias al término de la primera parte y el capitán Leônidas lideró a los suyos con dos goles que cambiaron por completo el marcador. Finalmente, José Perácio hizo el 2-4 definitivo.

### Final

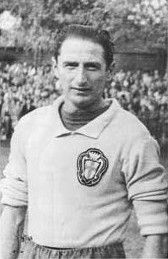
El italiano Silvio Piola, autor de dos goles en la final

La final de la Copa Mundial entre Hungría e Italia se disputó en París el 19 de junio de 1938, a las 17:00 horas, con más de 45 000 espectadores en el Estadio Olímpico de Colombes. Sobre el campo se enfrentaban dos estilos muy diferentes: el rigor defensivo y la fuerza de la Italia de Vittorio Pozzo frente a la técnica y eficacia goleadora magiar, con Sárosi a la cabeza. Hungría, dirigida por Károly Dietz y Alfréd Schaffer, saltó al campo con cuatro cambios en la alineación respecto a las semifinales, aunque mantuvo a sus estrellas. El colegiado fue el francés Georges Capdeville.
A los seis minutos, Italia se adelantó por mediación de Colaussi, quien recogió veloz una asistencia de Piola. Sin tiempo para poder celebrarlo, Pál Titkos igualó en el minuto 8. Los húngaros impusieron un ritmo frenético y el partido se convirtió en una sucesión de ataques en ida y vuelta, pero la defensa italiana consiguió contener a Sárosi, desaparecido en la primera mitad. Pasado el cuarto de hora, Piola volvió a dar ventaja a Italia con un disparo cruzado en jugada vertical. A partir de ahí, los azzurri dominaron y Colaussi hizo el 3-1 con el que se llegó al descanso.
Hungría atacó con furia durante toda la segunda parte; no obstante, fue incapaz de superar la férrea defensa transalpina. En el minuto 70, Zsengellér sirvió una asistencia de cabeza a Sarosi para que hiciese el 3-2. Ese tanto aún daba esperanzas a los magiares para forzar la prórroga. Aun así, Italia mantuvo su orden táctico y no perdió los nervios. A diez minutos del final, Biavati sorprendió al arquero Szabó con un pase raso al corazón del área que Piola empujó hacia la red. Gracias al 4-2 final, Italia ganó la segunda Copa Mundial de su historia.
El público francés, hostil en encuentros anteriores, aplaudió con deportividad el triunfo de Italia y el espectáculo que habían ofrecido ambos conjuntos. El presidente de Francia, Albert Lebrun, fue el encargado de entregar la Copa de la Victoria al capitán Giuseppe Meazza. Al llegar a Italia, el presidente Benito Mussolini entregó a los futbolistas un premio de 8000 liras, según ha reconocido años después Pietro Rava, último superviviente de aquella final.

## Resultados
|  | Octavos de final               | Octavos de final           |                        |       | Cuartos de final             | Cuartos de final             |                       |                       | Semifinales | Semifinales |  |  | Final | Final |
|  |                                |                            |                        |       |                              |                              |                       |                       |             |             |  |  |       |       |
|  | 5 de junio − París             |                            |                        |       |                              |                              |                       |                       |             |             |  |  |       |       |
|  |                                |                            |                        |       |                              |                              |                       |                       |             |             |  |  |       |       |
|  | Francia                        | 3                          |                        |       |                              |                              |                       |                       |             |             |  |  |       |       |
|  | Francia                        | 3                          | 12 de junio − París    |       |                              |                              |                       |                       |             |             |  |  |       |       |
|  | Bélgica                        | 1                          |                        |       |                              |                              |                       |                       |             |             |  |  |       |       |
|  | Bélgica                        | 1                          | Francia                | 1     |                              |                              |                       |                       |             |             |  |  |       |       |
|  | 5 de junio − Marsella          |                            | Francia                | 1     |                              |                              |                       |                       |             |             |  |  |       |       |
|  |                                | Italia                     | 3                      |       |                              |                              |                       |                       |             |             |  |  |       |       |
|  | Italia (t.s.)                  | Italia                     | 3                      | 2     |                              |                              |                       |                       |             |             |  |  |       |       |
|  | Italia (t.s.)                  |                            | 16 de junio − Marsella | 2     |                              |                              |                       |                       |             |             |  |  |       |       |
|  | Noruega                        | 1                          |                        |       |                              |                              |                       |                       |             |             |  |  |       |       |
|  | Noruega                        | 1                          | Italia                 | 2     |                              |                              |                       |                       |             |             |  |  |       |       |
|  | 5 de junio − Estrasburgo       |                            | Italia                 | 2     |                              |                              |                       |                       |             |             |  |  |       |       |
|  |                                | Brasil                     | 1                      |       |                              |                              |                       |                       |             |             |  |  |       |       |
|  | Brasil (t.s.)                  | Brasil                     | 1                      | 6     |                              |                              |                       |                       |             |             |  |  |       |       |
|  | Brasil (t.s.)                  | 12 y 14 de junio − Burdeos |                        | 6     |                              |                              |                       |                       |             |             |  |  |       |       |
|  | Polonia                        | 5                          |                        |       |                              |                              |                       |                       |             |             |  |  |       |       |
|  | Polonia                        | 5                          | Brasil                 | 1 (2) |                              |                              |                       |                       |             |             |  |  |       |       |
|  | 5 de junio − El Havre          |                            | Brasil                 | 1 (2) |                              |                              |                       |                       |             |             |  |  |       |       |
|  |                                | Checoslovaquia             | 1 (1)                  |       |                              |                              |                       |                       |             |             |  |  |       |       |
|  | Checoslovaquia (t.s.)          | Checoslovaquia             | 1 (1)                  | 3     |                              |                              |                       |                       |             |             |  |  |       |       |
|  | Checoslovaquia (t.s.)          |                            | 19 de junio − París    | 3     |                              |                              |                       |                       |             |             |  |  |       |       |
|  | Países Bajos                   | 0                          |                        |       |                              |                              |                       |                       |             |             |  |  |       |       |
|  | Países Bajos                   | 0                          | Italia                 | 4     |                              |                              |                       |                       |             |             |  |  |       |       |
|  | 5 y 9 de junio − Toulouse      |                            | Italia                 | 4     |                              |                              |                       |                       |             |             |  |  |       |       |
|  |                                | Hungría                    | 2                      |       |                              |                              |                       |                       |             |             |  |  |       |       |
|  | Cuba                           | Hungría                    | 2                      | 3 (2) |                              |                              |                       |                       |             |             |  |  |       |       |
|  | Cuba                           | 12 de junio − Antibes      |                        | 3 (2) |                              |                              |                       |                       |             |             |  |  |       |       |
|  | Rumania                        | 3 (1)                      |                        |       |                              |                              |                       |                       |             |             |  |  |       |       |
|  | Rumania                        | 3 (1)                      | Cuba                   | 0     |                              |                              |                       |                       |             |             |  |  |       |       |
|  | No disputado                   |                            | Cuba                   | 0     |                              |                              |                       |                       |             |             |  |  |       |       |
|  |                                | Suecia                     | 8                      |       |                              |                              |                       |                       |             |             |  |  |       |       |
|  | Suecia                         | Suecia                     | 8                      | -     |                              |                              |                       |                       |             |             |  |  |       |       |
|  | Suecia                         |                            | 16 de junio − París    | -     |                              |                              |                       |                       |             |             |  |  |       |       |
|  | Austria                        | -                          |                        |       |                              |                              |                       |                       |             |             |  |  |       |       |
|  | Austria                        | -                          | Suecia                 | 1     |                              |                              |                       |                       |             |             |  |  |       |       |
|  | 5 de junio − Reims             |                            | Suecia                 | 1     |                              |                              |                       |                       |             |             |  |  |       |       |
|  |                                | Hungría                    | 5                      |       | Partido por el tercer puesto | Partido por el tercer puesto |                       |                       |             |             |  |  |       |       |
|  | Hungría                        | Hungría                    | 5                      | 6     | Partido por el tercer puesto | Partido por el tercer puesto |                       |                       |             |             |  |  |       |       |
|  | Hungría                        | 12 de junio − Lille        | 12 de junio − Lille    | 6     |                              |                              | 19 de junio − Burdeos | 19 de junio − Burdeos |             |             |  |  |       |       |
|  | Indias Orientales Neerlandesas | 12 de junio − Lille        | 12 de junio − Lille    | 0     |                              |                              | 19 de junio − Burdeos | 19 de junio − Burdeos |             |             |  |  |       |       |
|  | Indias Orientales Neerlandesas | Hungría                    | 2                      | 0     | Brasil                       | 4                            |                       |                       |             |             |  |  |       |       |
|  | 4 y 9 de junio − París         | Hungría                    | 2                      |       | Brasil                       | 4                            |                       |                       |             |             |  |  |       |       |
|  |                                | Suiza                      | 0                      |       | Suecia                       | 2                            |                       |                       |             |             |  |  |       |       |
|  | Suiza                          | Suiza                      | 0                      | 1 (4) | Suecia                       | 2                            |                       |                       |             |             |  |  |       |       |
|  | Suiza                          |                            |                        | 1 (4) |                              |                              |                       |                       |             |             |  |  |       |       |
|  | Alemania                       | 1 (2)                      |                        |       |                              |                              |                       |                       |             |             |  |  |       |       |
|  | Alemania                       | 1 (2)                      |                        |       |                              |                              |                       |                       |             |             |  |  |       |       |

### Octavos de final
| 4 de junio de 1938, 17:00 | Suiza        | 1:1 (1:1, 1:1) (t. s.) | Alemania    | Parc des Princes, París                                   |                                                           |
|                           | Abegglen 43' | Reporte                | Gauchel 23' | Asistencia: 27.152 espectadores Árbitro(s): Jean Langenus | Asistencia: 27.152 espectadores Árbitro(s): Jean Langenus |

| 5 de junio de 1938, 17:00 | Francia                        | 3:1 (2:1) | Bélgica        | Olympique de Colombes, París                               |                                                            |
|                           | Veinante 1' · Nicolas 16', 69' | Reporte   | Isemborghs 38' | Asistencia: 30.454 espectadores Árbitro(s): Hans Wuethrich | Asistencia: 30.454 espectadores Árbitro(s): Hans Wuethrich |

| 5 de junio de 1938, 17:00 | Italia                  | 2:1 (1:1, 1:1) (t. s.) | Noruega     | Vélodrome, Marsella                                       |                                                           |
|                           | Ferraris 2' · Piola 94' | Reporte                | Brustad 83' | Asistencia: 19.000 espectadores Árbitro(s): Alois Beranek | Asistencia: 19.000 espectadores Árbitro(s): Alois Beranek |

| 5 de junio de 1938, 17:30 | Brasil                                                 | 6:5 (4:4, 3:1) (t. s.) | Polonia                                             | Stade de la Meinau, Estrasburgo                         |                                                         |
| | Leônidas 18', 93', 104' · Romeu 25' · Perácio 44', 71' | Reporte                | Szerfke 23' (pen.) · Wilimowski 53', 59', 89', 118' | Asistencia: 13.452 espectadores Árbitro(s): Ivan Eklind | Asistencia: 13.452 espectadores Árbitro(s): Ivan Eklind |
| Ernest Wilimowski es el primer jugador que ha marcado 4 goles en la Copa Mundial. Octavos de final con más anotaciones en la historia. Más goles en una derrota. |                                                        |                        |                                                     |                                                         |                                                         |

| 5 de junio de 1938, 18:30 | Checoslovaquia                           | 3:0 (0:0, 3:0) (t. s.) | Países Bajos | Stade de la Cavée Verte, El Havre                           |                                                             |
|                           | Košťálek 93' · Zeman 111' · Nejedlý 118' | Reporte                |              | Asistencia: 11.000 espectadores Árbitro(s): Lucien Leclercq | Asistencia: 11.000 espectadores Árbitro(s): Lucien Leclercq |

| 5 de junio de 1938, 17:00 | Cuba                            | 3:3 (2:2, 1:1) (t. s.) | Rumania                               | Stade Chapou, Toulouse                                     |                                                            |
|                           | Socorro 44', 103' · Magriñá 69' | Reporte                | Bindea 35' · Baratky 88' · Dobay 105' | Asistencia: 7.000 espectadores Árbitro(s): Giuseppe Scarpi | Asistencia: 7.000 espectadores Árbitro(s): Giuseppe Scarpi |

| 5 de junio de 1938, 17:00 | Hungría                                                       | 6:0 (4:0) | Indias Orientales Neerlandesas | Stade Vélodrome Municipal, Reims                        |                                                         |
|                           | Kohut 13' · Toldi 15' · Sárosi 28', 89' · Zsengellér 35', 76' | Reporte   |                                | Asistencia: 9.000 espectadores Árbitro(s): Roger Conrie | Asistencia: 9.000 espectadores Árbitro(s): Roger Conrie |

- El partido entre Suecia y Austria no se disputó por el Anschluss. Suecia clasificó automáticamente a cuartos de final.

#### Desempates
| 9 de junio de 1938, 18:00 | Cuba                        | 2:1 (0:1) | Rumania   | Stade Chapou, Toulouse                                   |                                                          |
|                           | Socorro 51' · Fernández 57' | Reporte   | Dobay 35' | Asistencia: 8.000 espectadores Árbitro(s): Alfred Birlem | Asistencia: 8.000 espectadores Árbitro(s): Alfred Birlem |

| 9 de junio de 1938, 18:00                                                      | Suiza                                          | 4:2 (1:2) | Alemania                             | Parc des Princes, París                                 |                                                         |
|                                                                                | Walaschek 42' · Bickel 64' · Abegglen 75', 78' | Reporte   | Hahnemann 8' · Loertscher 22' (a.g.) | Asistencia: 20.025 espectadores Árbitro(s): Ivan Eklind | Asistencia: 20.025 espectadores Árbitro(s): Ivan Eklind |
| El suizo Ernst Loertscher marcó el segundo autogol de la historia del Mundial. |                                                |           |                                      |                                                         |                                                         |

### Cuartos de final
| 12 de junio de 1938, 17:00                                    | Italia                       | 3:1 (1:1) | Francia       | Olympique de Colombes, París                           |                                                        |
|                                                               | Colaussi 9' · Piola 51', 72' | Reporte   | Heisserer 10' | Asistencia: 58.455 espectadores Árbitro(s): Luis Baert | Asistencia: 58.455 espectadores Árbitro(s): Luis Baert |
| Primera vez que el anfitrión es eliminado de su Copa Mundial. |                              |           |               |                                                        |                                                        |

| 12 de junio de 1938, 17:00 | Brasil       | 1:1 (1:1, 1:0) (t. s.) | Checoslovaquia     | Parc Lescure, Burdeos                                       |                                                             |
|                            | Leônidas 30' | Reporte                | Nejedlý 65' (pen.) | Asistencia: 22.021 espectadores Árbitro(s): Pál von Hertzka | Asistencia: 22.021 espectadores Árbitro(s): Pál von Hertzka |

| 12 de junio de 1938, 17:00 | Hungría                     | 2:0 (1:0) | Suiza | Stade Victor Boucquey, Lille                                   |                                                                |
|                            | Sárosi 40' · Zsengellér 89' | Reporte   |       | Asistencia: 15.000 espectadores Árbitro(s): Rinaldo Barlassina | Asistencia: 15.000 espectadores Árbitro(s): Rinaldo Barlassina |

| 12 de junio de 1938, 17:00 | Suecia                                                                       | 8:0 (4:0) | Cuba | Fort Carreé, Antibes                                      |                                                           |
|                            | Andersson 9', 81', 89' · Wetterström 22', 37', 44' · Keller 80' · Nyberg 84' | Reporte   |      | Asistencia: 7.000 espectadores Árbitro(s): Augustin Krist | Asistencia: 7.000 espectadores Árbitro(s): Augustin Krist |

#### Desempate
| 14 de junio de 1938, 18:00 | Brasil                     | 2:1 (0:1) | Checoslovaquia | Parc Lescure, Burdeos                                         |                                                               |
|                            | Leônidas 57' · Roberto 63' | Reporte   | Kopecký 25'    | Asistencia: 18.141 espectadores Árbitro(s): George Capdeville | Asistencia: 18.141 espectadores Árbitro(s): George Capdeville |

### Semifinales
| 16 de junio de 1938, 18:00 | Hungría                                                              | 5:1 (3:1) | Suecia    | Parc des Princes, París                                     |                                                             |
|                            | Jacobsson 19' (a.g.) · Titkos 37' · Zsengellér 39', 85' · Sárosi 65' | Reporte   | Nyberg 1' | Asistencia: 20.000 espectadores Árbitro(s): Lucien Leclercq | Asistencia: 20.000 espectadores Árbitro(s): Lucien Leclercq |

| 16 de junio de 1938, 18:00 | Italia                           | 2:1 (0:0) | Brasil    | Vélodrome, Marsella                                        |                                                            |
|                            | Colaussi 51' · Meazza 60' (pen.) | Reporte   | Romeu 87' | Asistencia: 33.000 espectadores Árbitro(s): Hans Wuethrich | Asistencia: 33.000 espectadores Árbitro(s): Hans Wuethrich |

### Tercer lugar
| 19 de junio de 1938, 17:00 | Brasil                                      | 4:2 (1:2) | Suecia                    | Parc Lescure, Burdeos                                     |                                                           |
|                            | Romeu 44' · Leônidas 63', 74' · Perácio 80' | Reporte   | Jonasson 28' · Nyberg 38' | Asistencia: 12.000 espectadores Árbitro(s): Jean Langenus | Asistencia: 12.000 espectadores Árbitro(s): Jean Langenus |

### Final
| 19 de junio de 1938, 17:00 | Italia                            | 4:2 (3:1) | Hungría                | Olympique de Colombes, París                                   |                                                                |
| | Colaussi 6', 35' · Piola 16', 82' | Reporte   | Titkos 8' · Sárosi 70' | Asistencia: 45.000 espectadores Árbitro(s): Georges Capdeville | Asistencia: 45.000 espectadores Árbitro(s): Georges Capdeville |
| Italia es el segundo campeón del mundo que gana todos sus partidos. Vittorio Pozzo es el primer (y hasta la fecha único) entrenador que ha ganado la Copa Mundial dos veces |                                   |           |                        |                                                                |                                                                |

|                           |
|                           |
| Campeón Italia 2.º título |

## Estadísticas
En la siguiente tabla se suman 2 puntos por partido ganado y 1 por partido empatado.
| Equipo | Equipo                         | Pts | PJ | PG | PE | PP | GF | GC | Dif | Rend   |
| ------ | ------------------------------ | --- | -- | -- | -- | -- | -- | -- | --- | ------ |
| 1      | Italia                         | 8   | 4  | 4  | 0  | 0  | 11 | 5  | +6  | 100 %  |
| 2      | Hungría                        | 6   | 4  | 3  | 0  | 1  | 15 | 5  | +10 | 75,0 % |
| 3      | Brasil                         | 7   | 5  | 3  | 1  | 1  | 14 | 11 | +3  | 70,0 % |
| 4      | Suecia                         | 2   | 3  | 1  | 0  | 2  | 11 | 9  | +2  | 33,3 % |
| 5      | Checoslovaquia                 | 3   | 3  | 1  | 1  | 1  | 5  | 3  | +2  | 50,0 % |
| 6      | Suiza                          | 3   | 3  | 1  | 1  | 1  | 5  | 5  | 0   | 50,0 % |
| 7      | Cuba                           | 3   | 3  | 1  | 1  | 1  | 5  | 12 | –7  | 50,0 % |
| 8      | Francia                        | 2   | 2  | 1  | 0  | 1  | 4  | 4  | 0   | 50,0 % |
| 9      | Rumania                        | 1   | 2  | 0  | 1  | 1  | 4  | 5  | –1  | 25,0 % |
| 10     | Alemania                       | 1   | 2  | 0  | 1  | 1  | 3  | 5  | –2  | 25,0 % |
| 11     | Polonia                        | 0   | 1  | 0  | 0  | 1  | 5  | 6  | –1  | 0,0 %  |
| 12     | Noruega                        | 0   | 1  | 0  | 0  | 1  | 1  | 2  | –1  | 0,0 %  |
| 13     | Bélgica                        | 0   | 1  | 0  | 0  | 1  | 1  | 3  | –2  | 0,0 %  |
| 14     | Países Bajos                   | 0   | 1  | 0  | 0  | 1  | 0  | 3  | –3  | 0,0 %  |
| 15     | Indias Orientales Neerlandesas | 0   | 1  | 0  | 0  | 1  | 0  | 6  | –6  | 0,0 %  |

## Reconocimientos

### Goleadores
| Jugador           | Selección | Goles |
| ----------------- | --------- | ----- |
| Leônidas da Silva | Brasil    | 7     |
| Gyula Zsengellér  | Hungría   | 5     |
| Silvio Piola      | Italia    | 5     |
| György Sárosi     | Hungría   | 5     |
| Gino Colaussi     | Italia    | 4     |
| Ernest Wilimowski | Polonia   | 4     |

### Equipo estelar
| Porteros           | Defensores                                | Mediocampistas                 | Delanteros                                                                  |
| ------------------ | ----------------------------------------- | ------------------------------ | --------------------------------------------------------------------------- |
| František Plánička | Pietro Rava Alfredo Foni Domingos da Guia | Michele Andreolo Ugo Locatelli | Silvio Piola Gino Colaussi György Sárosi Gyula Zsengellér Leônidas da Silva |